# アメリカ空軍のアクロバットチーム
アメリカ空軍（および予備部隊である空軍州兵を含む）の、アクロバットチーム/デモンストレーションチームの一覧形式記事。本記事では編成機数が2機以上かつ活動期間が通算で2シーズン以上のチームだけを取り扱い、編成あるいは結成された年の上昇順に記述する。単機のチームや活動期間が2シーズンに満たないチームは、チームの母体となった飛行隊や航空団の記事を参照のこと。

## アクロジェッツ （1948年-1957年）
アメリカ空軍最初のデモンストレーションチームは1948年、アリゾナ州ウィリアムズ・フィールドに所在する第1戦闘航空群隷下の戦闘機学校で、4機のF-80C戦闘機により結成された。アクロジェッツと名づけられたこのチームは通常業務の傍ら、各地で展示飛行を行った。1949年から1953年までの間、チームの機材は4機のT-33A練習機に置き換えられた。
1955年、チームの機材は再びT-33Aに置き換えられ、戦闘機学校もドイツ連邦共和国の在欧アメリカ空軍フュルステンフェルトブルック空軍基地へ配置換えとなり、チームの操縦士は訓練教官としての任務に従事した。チームは在欧アメリカ空軍のオフィシャルディスプレイチームとして認識され、1957年にチームが廃止されるまでにヨーロッパ各地で30回の展示飛行を行い、さらにパキスタンのカラチでも展示飛行を行った。

### アクロジェッツ画像集

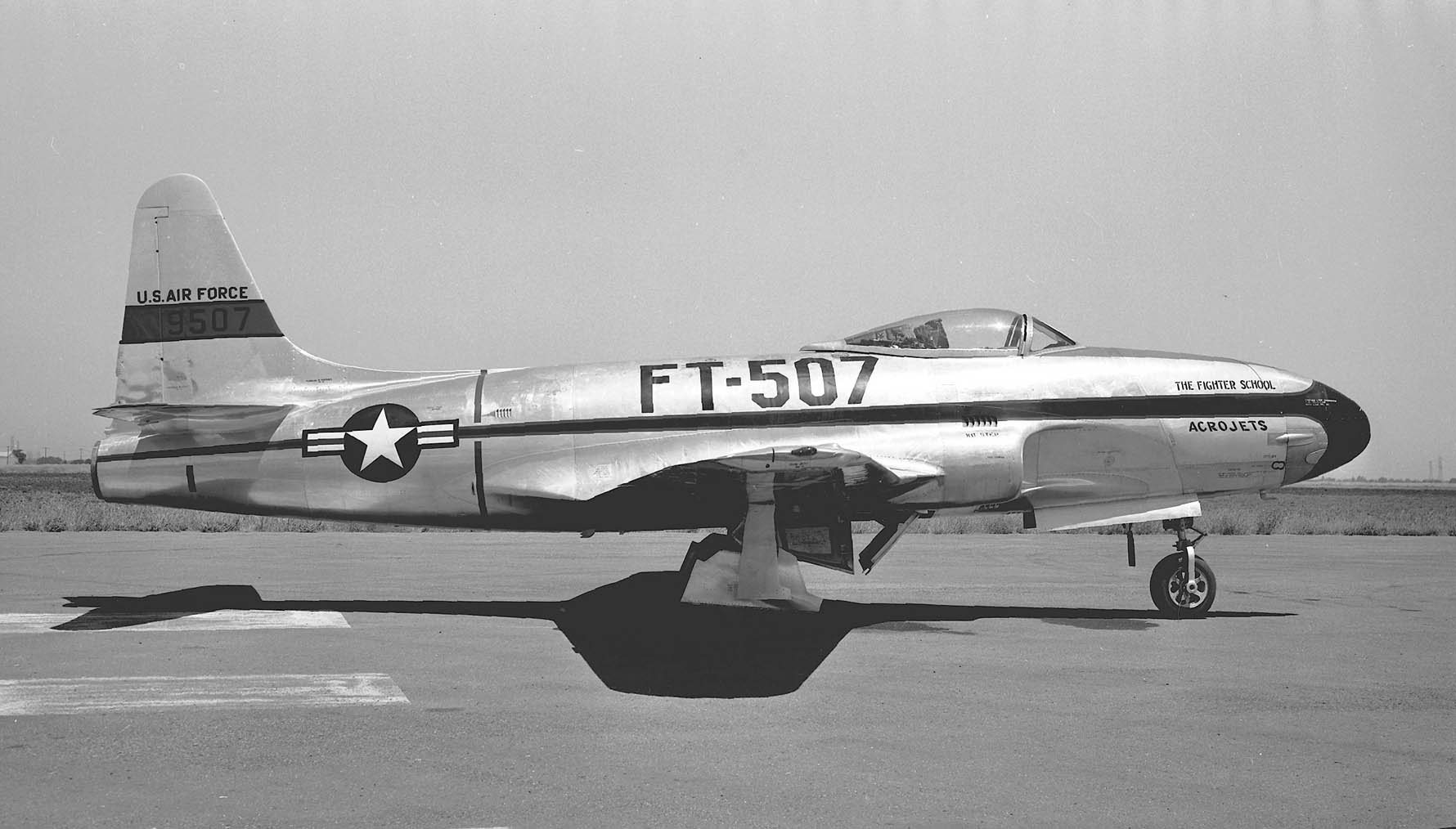
カリフォルニア州ストックトン・フィールドで撮影されたF-80C s/n 49-507。
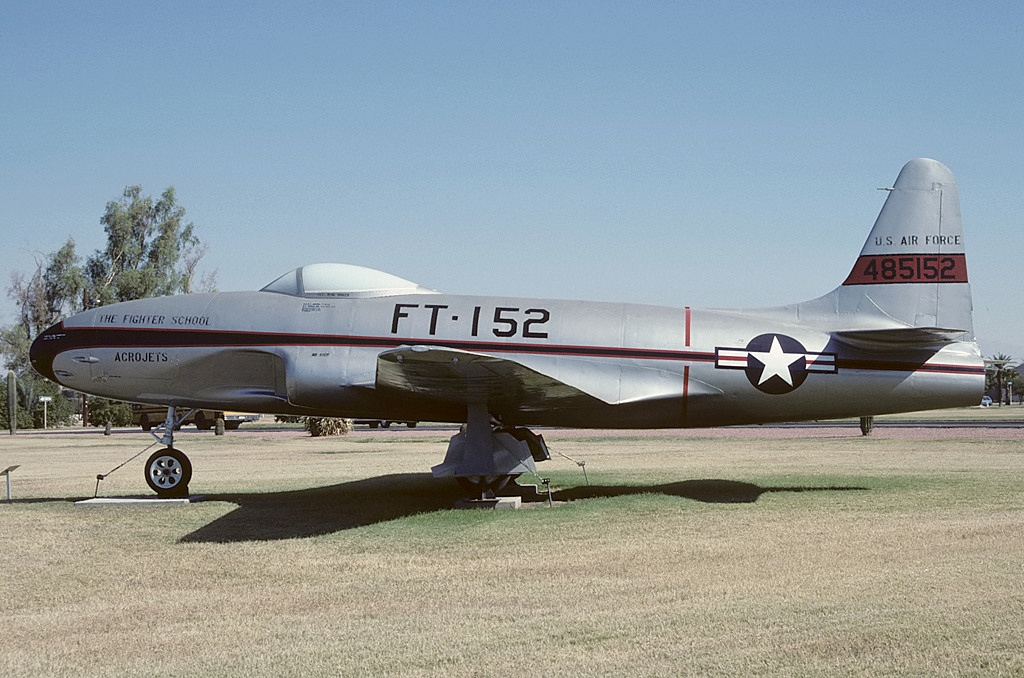
アリゾナ州ウィリアムズ空軍基地で展示中の、アクロジェッツの塗装を施されたF-80A。

## シルバー・セイバーズ （1949年-1950年）
1949年、バージニア州ラングレー空軍基地の第4戦闘航空団第335戦闘飛行隊で、4機のF-86A戦闘機によるディスプレイチームが編成された。シルバー・セイバーズと名づけられたこのチームは、1950年まで活動した。

チームが使用したF-86Aは第335戦闘飛行隊/第335戦闘迎撃飛行隊の作戦機としての状態のままで、チーム固有の特別な塗装などは施されなかった。

## セイバー・ダンサーズ （1950年-?）
1950年1月、カリフォルニア州ジョージ空軍基地の第1戦闘迎撃航空団第94戦闘迎撃飛行隊で、4機のF-86A戦闘機によるディスプレイチームが編成された。セイバー・ダンサーズと名づけられたこのチームは、同年4月22日にフロリダ州エグリン空軍基地で初の展示飛行を行った。しかし、彼らの飛行が臨席していたハリー・S・トルーマン大統領の目に止まってしまい、ほどなくしてトルーマンの命により第1戦闘迎撃航空団そのものが東部防空軍管下のニューヨーク州スチュワート空軍基地へ配置換えとなった。その後のチームの行動は明らかではなく、スチュワート空軍基地へ配置換えの際に解散したとも、あるいはアメリカ各地ですばらしいアクロを披露したともされる。

## セイバー・ナイツ （1954年-?）
1954年、カリフォルニア州ハミルトン空軍基地の第566防空群第325戦闘迎撃飛行隊で、4機のF-86D戦闘機によるディスプレイチーム、セイバー・ナイツが編成された。チームリーダーは飛行隊長のヴィンセント・ゴードン中佐で、彼は在欧アメリカ空軍チーム スカイブレイザーズのメンバーとして活動した経験を持っていた。チームが使用するF-86Dには特別な塗装は施されず第325戦闘迎撃飛行隊の作戦機としての塗装のままだったが、後に空気取り入れ口の横に「Sabre Knights」のロゴが記された。
チームは1955年に解散されるまで、アメリカ本土各地で展示飛行を行ったとされる。

### セイバー・ナイツ画像集

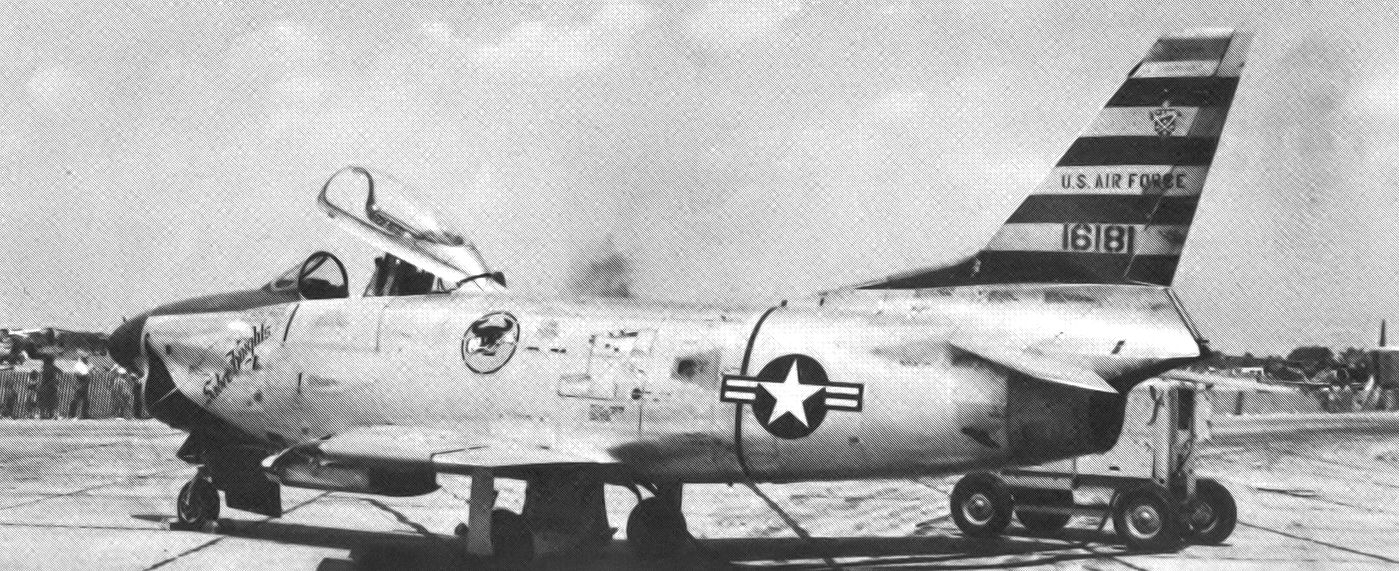
1955年、ウィスコンシン州トルアックス・フィールドで撮影されたF-86D s/n 51-6181。

## ブラック・ナイツ （1955年-1958年）
1954年、フランス ラオン＝クブロン空軍基地の第38戦術爆撃航空群隷下第71戦術爆撃飛行隊で、在欧アメリカ空軍3番目のディスプレイチームの編成が開始され、翌1955年に5機のB-57B爆撃機により編成を完結した。ブラックナイツと名づけられたこのチームは1957年まで、主としてパリ航空ショーで演技を行った。チームが使用したB-57Bは作戦機としての黒色塗装の状態だったが、空気取り入れ口と各尾翼にはチーム固有の橙色の塗装が施された。

1958年、フランス首相シャルル・ド・ゴールは航空機により運搬される核兵器をフランス本土から除去することを発表したため、第38戦術爆撃航空群の上位組織である第38爆撃航空団はフランスから撤退してドイツ連邦共和国へ移駐したうえで第38戦術ミサイル航空団に改編されることとなった。第71戦術爆撃飛行隊は同年6月に第71戦術ミサイル飛行隊へ改編され、それに合わせる形でチームは解散した。

## ミニット・メン （1956年-1959年）
1953年、コロラド州バックレー・フィールドのコロラド州空軍第140航空団第120戦闘飛行隊で、ディスプレイチームの編成が3機のF-80戦闘機によって開始され、1956年末には5機のF-80C戦闘機によりアメリカ合衆国州空軍の公式ディスプレイチームとして編成を完結した。チーム名のミニット・メンとは、アメリカ独立戦争時の民兵を指す言葉である。
1958年、チームの機材はF-86F戦闘機に更新され、新機材での初の展示飛行をフロリダ州のジャクソンビル海軍航空基地で実施した。同年6月７日、オハイオ州のライト・パターソン空軍基地で演技中にスロット役の4番機が制御不能となり、墜落した。墜落した場所は小さな町の中だったが、機とともに墜落し死亡した操縦士のジョン・Ｔ・フェリエ大尉以外に死傷者は発生しなかった。アクシデントが発生した当時、十分な高度があったにもかかわらず大尉が脱出しなかったことに関し、大尉はあえて脱出せずに機体をコントロールして地上の被害を最小限に食い止めようとしたものと判断され、その英雄的行動に対し殊勲飛行十字章が授与された。
1959年7月10日、チームは最後の展示飛行をコロラド州のグランド・ジャンクションで行い、解散した。チームは、その短い活動期間のうちにアメリカ合衆国の47州のほか、中央アメリカ諸国でも展示飛行を実施した。

### ミニット・メン画像集

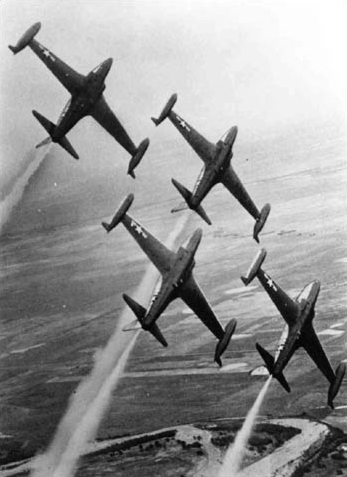
スモークを曳いて編隊演技を行うミニット・メンのF-80C。
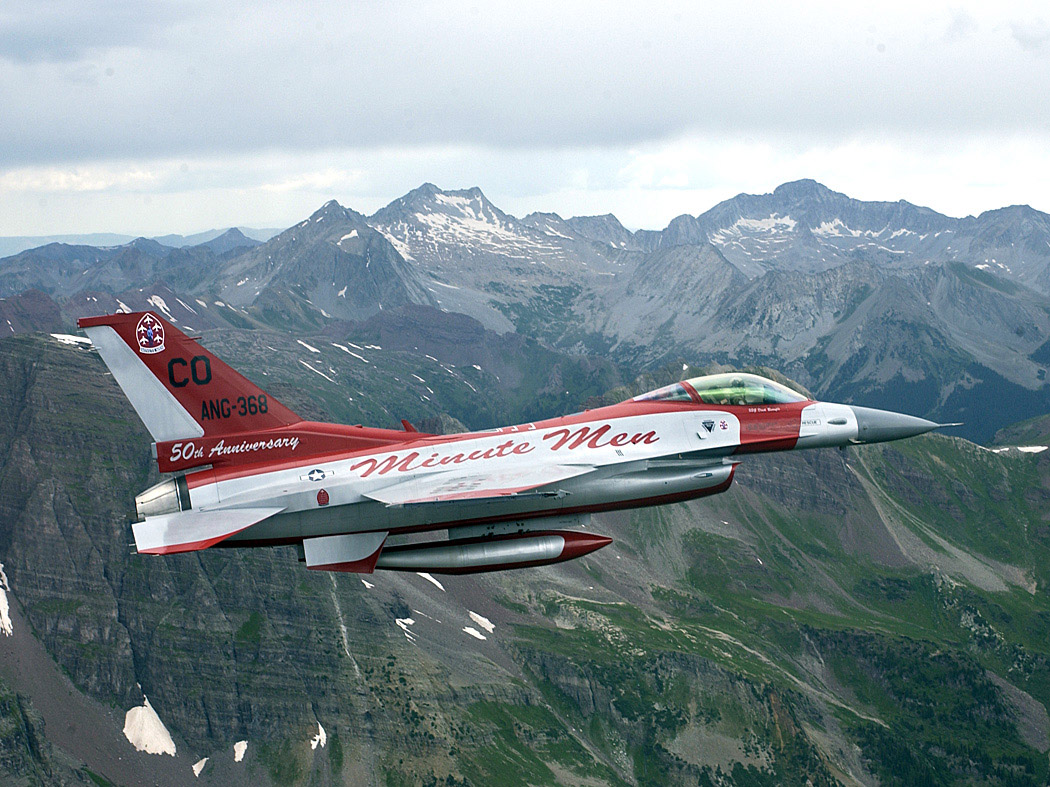
2006年7月、ミニット・メンの創設50周年を記念してミニット・メン風の塗装を施されたコロラド州空軍第140航空団のF-16C。